# Mitoyo
Mitoyo (Japans: 三豊市, Mitoyo-shi) is een Japanse stad in de prefectuur Kagawa. In 2014 telde de stad 66.181 inwoners.

## Geschiedenis
Op 1 januari 2006 kreeg Mitoyo  het statuut van stad (shi). Dit gebeurde na het samenvoegen van de gemeenten Mino (三野町), Nio (仁尾町), Saita (財田町), Takase (高瀬町), Takuma (詫間町), Toyonaka (豊中町) en Yamamoto (山本町).

## Partnersteden
- Waupaca, Verenigde Staten

Steden:
Higashikagawa · Kanonji · Marugame · Mitoyo · Sakaide · Sanuki · Takamatsu (hoofdstad) · Zentsuji

Districten:
Ayauta · Kagawa · Kita · Nakatado · Shozu
Gemeenten per district